# 吉原寛人
吉原 寛人（よしはら ひろと、1983年10月26日 - ）は、地方競馬の金沢競馬場・加藤和義厩舎所属の騎手である。

## 来歴

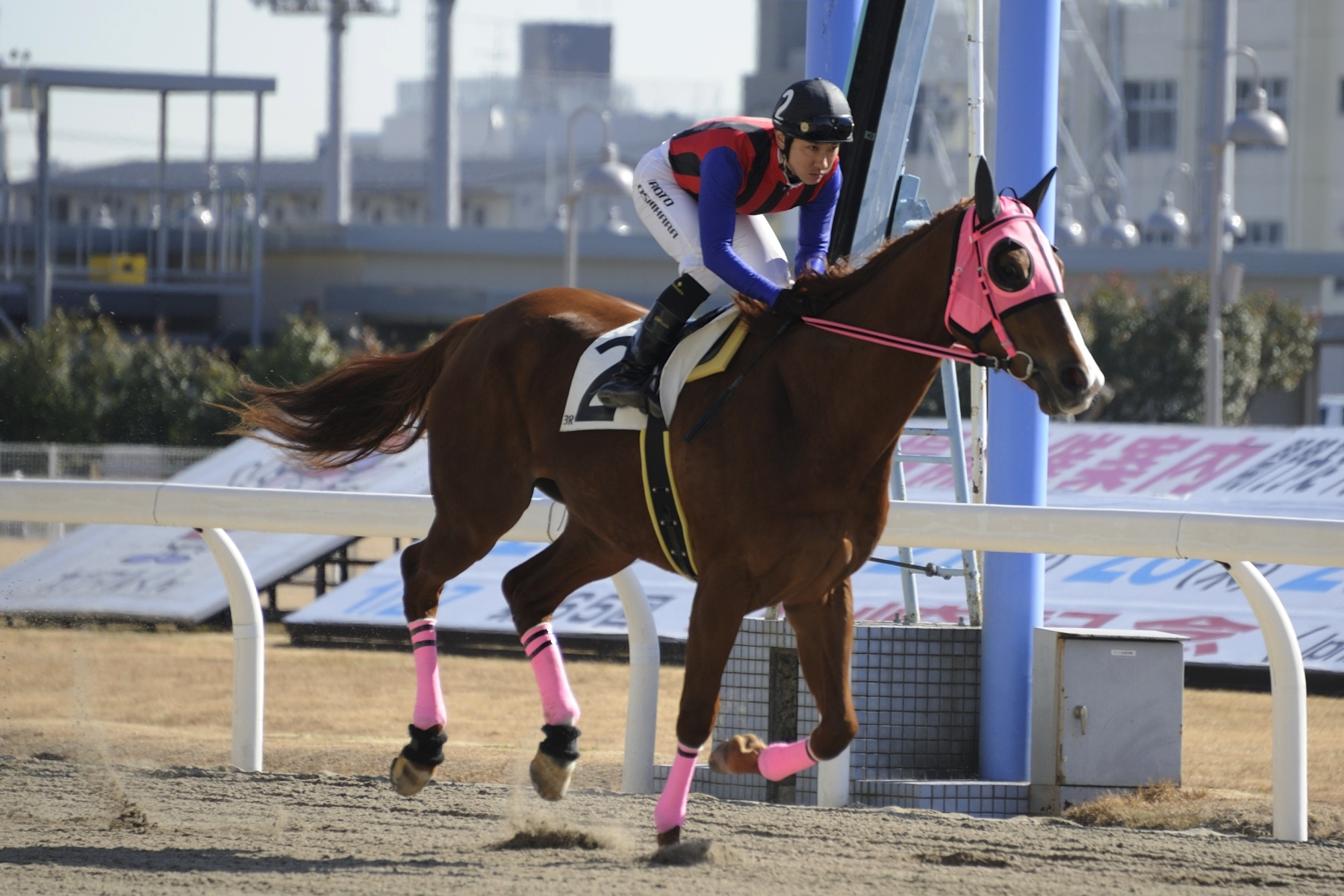
2016年1月27日、川崎競馬場

滋賀県神崎郡能登川町（現東近江市）に生まれ、競馬とは無縁の家庭環境で育つ。小・中学校を通して、整列はいつも一番前という小さな体格に着目した中学の担任から「競馬の騎手はカッコいいぞ」と声をかけられたのをきっかけに、テレビの競馬中継を見て興味を持ち、JRAの競馬学校騎手課程に応募するが書類審査で落とされた。続けてNARが主宰する地方競馬教養センター騎手課程の試験を受けて合格。
2001年3月31日付けで地方競馬騎手免許を取得し、松野勝己厩舎からデビュー。同年4月7日に金沢競馬場第2競走でデビューし、同日第5競走で優勝して初勝利を挙げる。同年9月10日に行われた第16回全日本新人王争覇戦で2位となる。同年10月27日に京都競馬場で行われたもみじステークスを、5番人気だった金沢所属のトゥインチアズに騎乗し、中央競馬（JRA）初騎乗で初勝利を挙げた。この勝利は金沢所属馬としてのJRA初勝利となった。デビューイヤーに95勝を挙げる。12月にはNARグランプリ最優秀新人賞、日本プロスポーツ大賞新人賞を受賞した。2008年12月にはNARグランプリベストフェアプレイ賞を史上最年少で受賞した。
2002年1月6日に金沢史上最速となる595戦目での通算100勝を達成した。
2003年5月11日にマカオジョッキークラブがタイパ競馬場で行う予定だった第11回マカオ見習騎手招待競走の日本代表に選出されるが、重症急性呼吸器症候群（SARS）集団発生の影響で開催が中止された。
2006年1月にオーストラリアへ海外遠征する。3月にはドバイ・ナドアルシバ競馬場へ遠征、ドバイゴールデンシャヒーンのアグネスジェダイに騎乗した（6着）。秋には第2回スーパージョッキーズトライアルの金沢代表に内定していたが、JRA騎手免許試験の1次試験と日程が重なり辞退した。なお騎手免許試験は不合格だった。
2007年9月17日に地方通算700勝を達成する。10月18日に行われたスーパージョッキーズトライアルの第1ステージでは3ポイントしか獲得できなかったため13位となり、第2ステージへ進めなかった。
2009年1月27日に行われた第7回佐々木竹見カップ ジョッキーズグランプリに初出場し、内田博幸、岡部誠に次ぐ3位入賞となった。同年10月18日第15回金沢競馬3日目第9競走もみじ特別（B級勝馬B11組）をクイーンズコートで優勝（10頭立て2番人気）し、地方・中央合算での通算1000勝を達成した。10月20日には金沢5Rをジャングルスマイルで1着となり、5301戦目で地方競馬通算1000勝を達成した。
2010年3月31日に宗綱泰彦厩舎へ所属変更。
2011年1月18日から3月18日まで南関東公営競馬で期間限定騎乗を行った。川崎競馬場での所属は内田勝義厩舎。以降、南関東公営競馬へは毎年のように期間限定騎乗を行い好成績を残している。また、多くの地方競馬では重賞において他地区騎手の騎乗が可能となっており、期間限定騎乗に寄らず金沢以外の地方競馬へ積極的に遠征騎乗している。2014年には東京ダービーをハッピースプリントで制し、同レースでは史上初となる南関東以外の他地区所属騎手としての優勝騎手となった（2016年にもバルダッサーレで同レース2度目の制覇）。
12月、ワールドスーパージョッキーズシリーズに出場。2勝を挙げ総合2位。
2015年7月20日に盛岡競馬場で行われた第19回マーキュリーカップにて大井競馬場所属のユーロビートに騎乗し、ダートグレード競走初勝利を挙げた。
2016年11月8日に加藤和義厩舎へ所属変更。
2017年2月21日、浦和競馬第11競走をヘレニウムで1着となり、10619戦目で地方競馬通算2000勝を達成。同年11月26日の京都競馬場で行われた第62回京阪杯（3歳以上GIII・芝1200m）にてネロに騎乗し、JRA重賞初勝利を挙げた。
2019年10月14日に盛岡競馬場で行われた第32回マイルチャンピオンシップ南部杯にてサンライズノヴァに騎乗し、GI級競走初勝利。
2020年9月6日に金沢競馬場で行われた第55回サラブレッド大賞典にてカガノホマレに騎乗し1着、この勝利で重賞通算100勝を達成した。同年12月14日、金沢10Rをブルベアジネンジョで勝ち、金沢では史上4人目、デビュー20年目での達成は最速記録となる地方競馬通算2500勝を13577戦目で達成した。
2021年11月3日に金沢競馬場で行われた第21回JBCクラシックにてミューチャリーに騎乗し1着となり、史上初の同競走の地方所属馬勝利を挙げた。
2023年11月9日に門別競馬場で行われた第66回道営記念において、先頭を走っていた騎乗馬エンリルが3コーナー過ぎで故障し転倒。後続の5頭も巻き込まれ、出走11頭中6頭が落馬競走中止する大事故となった。この事故で腰椎にひびが入る重傷を負ったが、わずか39日後の12月18日に金沢競馬場で復帰を果たした。
2024年2月22日に姫路競馬場で行われた第16回兵庫ユースカップをリケアサブルで勝利し、その時点で存在するばんえい競馬を除いた全地方競馬場14場での重賞勝利を史上初めて達成した。同年4月18日、浦和競馬4日目2Rをリッキーマキアートで勝利し、地方競馬通算3000勝を1万5650戦目で達成した。11月19日には金沢競馬7Rでウラカワノオトに騎乗し1着となり、地方競馬通算3100勝を1万6083戦目で達成した。
2025年2月4日、川崎競馬場で開催された中央と地方の騎手14人で争われる「第22回佐々木竹見カップ ジョッキーズグランプリ」で第1戦3着、第2戦1着となり、9回目の出場で初優勝を果たした。同年6月2日、金沢競馬7Rでレディグレイに騎乗し1着となり、地方競馬通算3200勝を1万6612戦目で達成した。

## 他地区での騎乗
所属している金沢競馬場以外の競馬場での騎乗が多い騎手であり、2023年は663騎乗のうち378レース、コロナ禍の影響がなかった2019年は846騎乗のうち568レースを金沢競馬場以外で騎乗している。期間限定騎乗制度を利用し毎年のように南関東や高知で騎乗している他、重賞レースは地方他地区騎手が騎乗できる規定を利用し期間限定騎乗以外でも全国の地方競馬場で騎乗し、多くの勝利を挙げている。
所属元である金沢競馬場は日曜日・火曜日の開催が多く南関東地区が重賞を施行することが多い水曜日に遠征が可能であり、また金沢競馬場は冬季は休催となるため期間限定騎乗制度が利用しやすい開催スケジュールとなっている。
2014年には大井競馬所属のハッピースプリントとコンビを組み南関東ダート三冠に挑んでいる。当時の規定では三冠目であるジャパンダートダービー（現・ジャパンダートクラシック）は騎乗できない規定であったが、一冠目である羽田盃を制して迎えた二冠目の東京ダービーの直前に大井競馬を主催する特別区競馬組合は「羽田盃・東京ダービーの両競走に同一騎手が騎乗した二冠馬」がジャパンダートダービーへ出走する際に限り地方他地区所属騎手が引き続き騎乗できる規定を追加した。ハッピースプリントは東京ダービーも制したため吉原はジャパンダートダービーでも騎乗することができた（結果は2着）。
他地区での勝利は所属の金沢競馬所属馬以外の競走馬であることが多いが、2022～2024年の兵庫クイーンカップを金沢競馬所属馬で3連覇するなど金沢競馬所属馬の遠征でも結果も残している。

## 表彰
- NARグランプリ最優秀新人賞（2001年）
- NARグランプリベストフェアプレイ賞（2008年）
- NARグランプリ殊勲騎手賞（2011年、2019年）
- 日本プロスポーツ大賞新人賞（2001年）
- 優秀賞（金沢、2006年）
- リーディングジョッキー賞（金沢、2006年 - 2011年）

## 主な騎乗馬
太字はGI・JpnI競走を示す

### グレード制重賞優勝
斜体は地方重賞を示す
- ユーロビート（2015年マーキュリーカップ、2016年東京記念、2017年金盃）
- ソルテ（2015年川崎マイラーズ、京成盃グランドマイラーズ、サンタアニタトロフィー、マイルグランプリ、ゴールドカップ、2016年フジノウェーブ記念、さきたま杯、2017年ゴールドカップ）
- ネロ（2017年京阪杯）
- クレイジーアクセル（2019年ノースクイーンカップ、ビューチフルドリーマーカップ、クイーン賞）
- サンライズノヴァ（2019年マイルチャンピオンシップ南部杯）
- ヴァケーション（2019年平和賞、全日本2歳優駿、2020年秋の鞍）
- ミューチャリー（2021年JBCクラシック）
- ライトウォーリア（2024年川崎記念、報知オールスターカップ）
- フォーヴィスム（2024年スパーキングサマーカップ、兵庫ゴールドトロフィー、2025年京成盃グランドマイラーズ）
- フェブランシェ（2024年東京シンデレラマイル、2025年しらさぎ賞、スパーキングレディーカップ）

出典：

### 地方重賞優勝
- コーザンブレーン（2002年オールジャパンリーディングジョッキー）
- モナクカバキチ（2004年黒百合賞）
- モナクラムセス（2004年中日スポーツ賞）
- マヤノオスカー（2005年ゴールド争覇、2008年オータムカップ）
- ケンゴウザン（2006年スプリングカップ、オータムスプリントカップ）
- フアンノネガイ（2007年北日本新聞杯）
- エムザックライアン（2007年兼六園ジュニアカップ）
- ヒカルベガ（2009年スプリングカップ）
- マヤノクレイジー（2009年イヌワシ賞）
- ハヤテカムイオー（2009年兼六園ジュニアカップ）
- ザハヤテオー（2010年ヤングチャンピオン）
- ジャングルスマイル（2010・2011年百万石賞、2011年北國王冠、2011年イヌワシ賞、2010年白山大賞典2着）
- ジュウワンブライト（2011年プリンセスカップ、ヤングチャンピオン）
- ナターレ（2012年・2013年OROカップ）
- アメイジア（2013年クラウンカップ、東京湾カップ）
- センゲンコスモ（2013年読売レディス杯）
- サミットストーン（2013年金沢スプリントカップ、金沢競馬場移転40周年記念、イヌワシ賞、中日杯）
- フリオグレイスー（2013年プリンセスカップ）
- イグレシアス（2013年百万石ジュニアカップ、ヤングチャンピオン）
- ハッピースプリント（2014年京浜盃、羽田盃、東京ダービー）
- サーモピレー（2014年東京湾カップ）
- カリバーン（2014年せきれい賞）
- サトノタイガー（2014年アフター5スター賞）
- アスカリーブル（2014年ビューチフル・ドリーマーカップ）
- ユヅルノオンガエシ（2014年ブロッサムカップ）
- ドラゴンエアル（2014年ダービーグランプリ）
- ラッキープリンス（2015年ニューイヤーカップ）
- ノットオーソリティ（2015年しらさぎ賞）
- バズーカ（2015年MRO金賞）
- ケンブリッジナイス（2015年秋桜賞）
- グルームアイランド（2015年中日杯、2016年報知オールスターカップ、金沢スプリングカップ、オグリキャップ記念、2017年イヌワシ賞、北國王冠）
- ララベル（2016年しらさぎ賞）
- バルダッサーレ（2016年東京ダービー）
- ピンクドッグウッド（2016年フルールカップ）
- ケイティマーヤ（2016年加賀友禅賞）
- ジュエルクイーン（2016・2017年ビューチフルドリーマーカップ）
- ランドクイーン（2016年園田チャレンジカップ）
- ロゾヴァドリナ（2016年・2017年OROカップ）
- スターインパルス（2016年プリンセスカップ）
- ローズジュレップ（2017年クラウンカップ）
- ヴィーナスアロー（2017年石川ダービー）
- プリンセスバリュー（2017年読売レディス杯）
- ウインオベロン（2017年オータムカップ）
- エターナルモール（2018年ユングフラウ賞）
- ラーゴブルー（2018年しらさぎ賞）
- ムーンファースト（2018年金沢スプリングカップ）
- アルファーティハ（2018年石川ダービー）
- イッキトウセン（2018年栄冠賞）
- ハクサンフラワー（2018年金沢プリンセスカップ）
- タイセイラナキラ（2019年しらさぎ賞）
- スターキャデラック（2019年北日本新聞杯）
- ストライクイーグル（2019年東京記念）
- モズヘラクレス（2019年土佐秋月賞）
- ゴールドホイヤー（2020年雲取賞）
- ハクサンアマゾネス（2020年ノトキリシマ賞、石川ダービー、加賀友禅賞、2020年・2022年お松の方賞、2020年・2021年中日杯連覇、2021年JBCイヤー記念、北國王冠、2021年 - 2024年利家盃4連覇、2021年 - 2024年百万石賞4連覇、2023年・2024年兵庫サマークイーン賞連覇、2023年金沢競馬移転50周年記念、金沢ファンセレクトカップ、2023年・2024年兵庫クイーンカップ連覇）
- アークヴィグラス（2020年読売レディス杯）
- リンノレジェンド（2020年イヌワシ賞）
- カガノホマレ（2020年サラブレッド大賞典）
- エアーポケット（2020年西日本ダービー）
- マンガン（2021年金盃）
- ベニスビーチ（2021年サラブレッド大賞典、加賀友禅賞、2022年兵庫クイーンカップ、2023年お松の方賞）
- アイアムレジェンド（2021年・2022年イヌワシ賞）
- インペリシャブル（2022年東海桜花賞）
- グラーツィア（2022年東海クイーンカップ）
- クリノメガミエース（2022年ぎふ清流カップ）
- スターフジサン（2022年サラブレッド大賞典）
- ベストマッチョ（2022年ゴールド争覇）
- コバルトウィング（2022年東海菊花賞）
- ショウガタップリ（2022年金沢ヤングチャンピオン、2023年石川ダービー、西日本ダービー）
- ユメノホノオ（2022年金の鞍賞、2023年土佐春花賞、黒潮皐月賞、高知優駿、黒潮菊花賞、高知県知事賞、2024年二十四万石賞、高知県知事賞）
- セイカメテオポリス（2023年オグリキャップ記念、大井記念、東京記念、2024年はがくれ大賞典）
- アポロティアモ（2023年トレノ賞、建依別賞）
- スタードラマー（2023年ハヤテスプリント）
- スマイルウィ（2023年スパーキングサマーカップ）
- ボヌールバローズ（2023年楠賞）
- ヘルシャフト（2024年黒潮スプリンターズカップ、御厨人窟賞、トレノ賞、建依別賞）
- リケアサブル（2024年兵庫ユースカップ）
- シンメデージー（2024年土佐春花賞、西日本クラシック、西日本3歳優駿、2025年はがくれ大賞典）
- リケアマロン（2024年加賀友禅賞、オータムティアラ）
- エンテレケイア（2024年習志野きらっとスプリント、アフター5スター賞、船橋記念、2025年川崎スパーキングスプリント）
- ゼロアワー（2024年フルールカップ、ブロッサムカップ）
- ヒロイックテイル（2024年イヌワシ賞）
- キングストンボーイ（2025年ブリリアントカップ）
- リケアカプチーノ（2025年東北優駿、みちのく大賞典）
- ケイズレーヴ（2025年ぎふ清流カップ、兼六園スプリント）
- ビバロジータ（2025年石川優駿）
- ユアマイドリーム（2025年園田FCスプリント）
- リトルサムシング（2025年百万石かがやきナイター賞）

出典：

### その他
- アグネスジェダイ（2006年ドバイゴールデンシャヒーン6着）
- モズアスコット (2017年渡月橋ステークス1着)